# Peter Olsson (músico)
Peter Olsson (nacido el 21 de octubre de 1961 en Danderyd,  un suburbio de Estocolmo, Suecia) es un músico sueco y el bajista original de la banda de hard rock de su país Europe. Originalmente llamada  Force, cambió su nombre al definitivo en 1982.

## Biografía
En 1978, Peter Olsson comenzó su carrera musical con la banda WC  junto al guitarrista John Norum y el baterista Bo "Werner" Sundberg. Un par de semanas más tarde, "Werner" fue reemplazado por un amigo de Norum, Tony Reno. En 1979 Norum incorporó al vocalista Joey Tempest, y los dos decidieron formar una nueva banda, Force.
Olsson fue uno de los miembros fundadores de Force en el suburbio de Upplands Väsby, Estocolmo. La banda tuvo un sonido más duro y menos atmosférico que la agrupación que la sucedió.
Sin embargo, Olsson abandonó Force de una forma prematura en 1981, sin haber grabado un solo álbum de estudio, siendo reemplazado por John Levén, otro de los amigos de Norum. Aparentemente, Olsson se separó porque él sintió que Tempest “le había robado a su novia”.
Según explicó en una entrevista Norum: "La novia de Peter rompió con él. Una semana después, Joey conectó con ella. Peter no podía hacer frente a eso, así que se separó". 
No se conoce mucho sobre la carrera artística posterior de Olsson, excepto que tocó con agrupaciones como Yngwie Malmsteen's Rising Force. En 1983 se unió a una banda llamada Power, en sustitución de otro ex Force, el bajista Marcel Jacob. Con Power sólo lanzaron dos singles, "Lying and Teasing" en 1986 y  "Danger" en 1988, antes de separarse en 1990.